# Abbaye de Neubourg
L'abbaye de Neubourg est une abbaye cistercienne située à Neubourg village rattaché administrativement à Dauendorf dans la région Alsace.
L'abbaye ne laisse plus voir de nos jours que quelques ruines.
Son numéro d'ordre est XL (40).

## Histoire
Dès 1133, un groupe de douze moines et un abbé partis de l'abbaye de Lucelle dans le Haut-Rhin viennent occuper les lieux. La nouvelle fondation se dénomme Monastère Notre-Dame de Neubourg. Son premier abbé s'appelle Ulrich, né comte de Bourgogne et de Neuchâtel en Suisse.
En même temps que le terrain de construction pour l'abbaye, le comte Reinbold de Lutzelbourg offre une cour avec chapelle à Harthouse, actuel hameau de la commune de Haguenau et deux autres cours, l'une à Laubach et l'autre à Soufflenheim. Ce noble bienfaiteur meurt en odeur de sainteté le 1er janvier 1150 à Marmoutier. Il est enterré dans l'église du monastère de Neubourg où il rejoint le premier abbé Ulrich qui y reposait déjà depuis trois ans.
Les moines construisent le monastère avec leurs propres mains. Deux moines partent créer l'abbaye de Maulbronn, près de Pforzheim.
Saint Bernard aurait séjourné à l'abbaye parce qu'elle détenait l'une des plus riches bibliothèque d'Europe à l'époque.[réf. nécessaire]
La Révolution française a mis fin aux activités de l'abbaye : dispersion des moines et destruction des bâtiments. Mais une petite chapelle ogivale ayant la forme d'une flèche gothique avait subsisté dans l'enclos du jardin. Elle abritait un petit autel. L'ensemble a été démoli en 1846.
L'édifice fait l'objet d'une inscription au titre des monuments historiques depuis le 5 mai 1990
.

## De grands abbés
En ces temps reculés nous avons que peu de connaissances des moines de l'abbaye de Neubourg. Tout de même, quelques rares documents d'archives permettent de mettre en lumière quelques-uns des moines présents à l'abbaye de Neubourg. Le premier d'entre eux fut Ulrich, de la famille des comtes de Neuchâtel. Sa mémoire fut vénérée par ses successeurs. Ulrich décéda le 7 janvier 1147. 
Le gouvernement de l'abbé Nendung fut la troisième abbé de Neubourg entre 1153 et 1178. 

## Vestiges et protection
La totalité des vestiges de l’abbaye, constitués de son enclos, du portail, des bâtiments d'habitation subsistants et de l’ensemble des sols en tant que patrimoine archéologique, font l'objet d'une inscription au titre des monuments historiques par arrêté du 4 mai 1990.
Certaines parties de l'ancienne abbaye ont été réemployées ailleurs :
- L'horloge solaire au mont Sainte-Odile ;
- La fontaine aux Abeilles, près de l'église Saint-Georges de Haguenau ;
- La chaire, le buffet d'orgue et la boiserie du chœur sont visibles à l'église Saint-Nicolas de Haguenau ;
- Les pierres des murs comme matériau de construction de la clinique Saint-François ;
- L'autel de l'église de Rottelsheim.

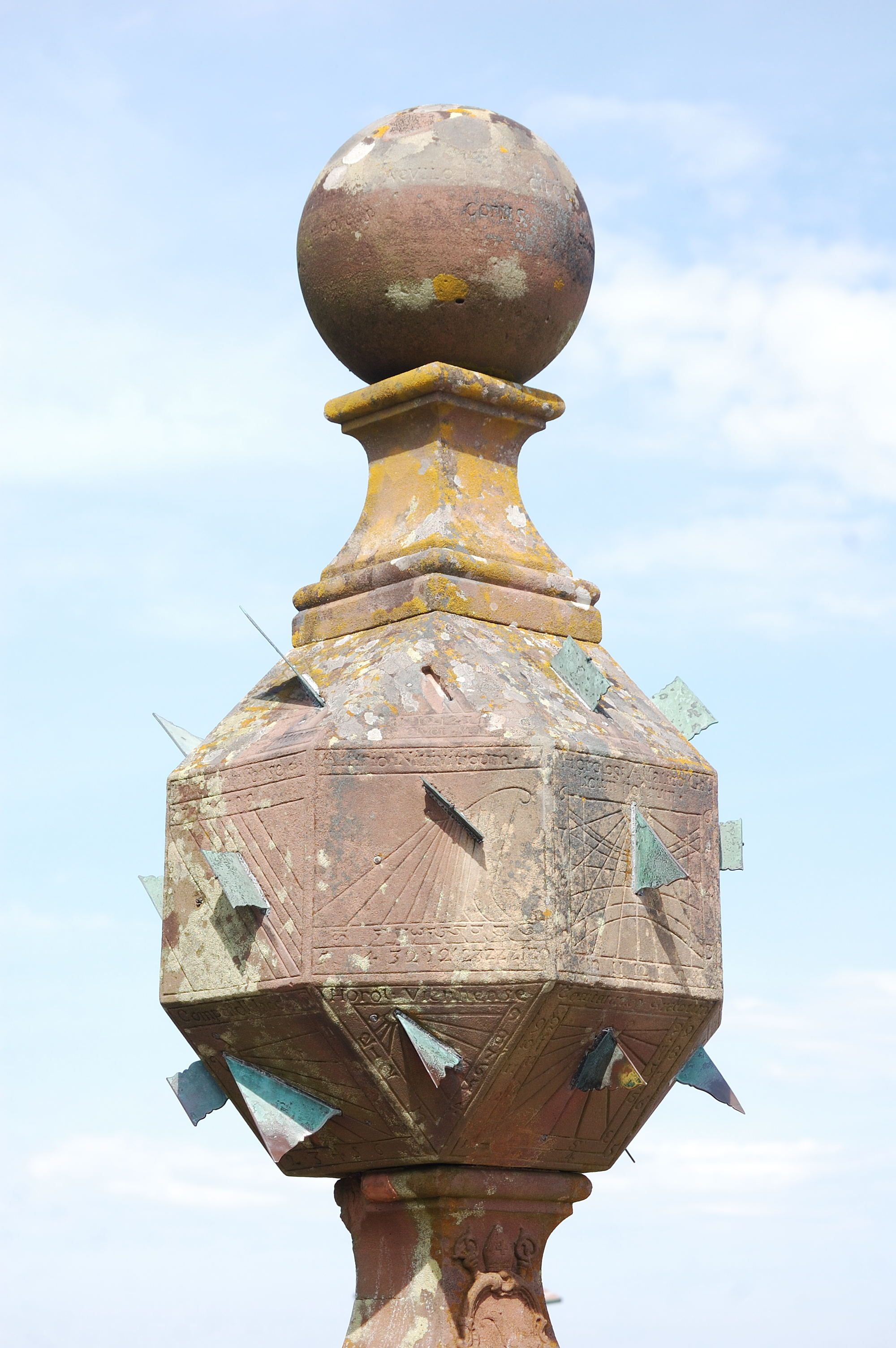
L'horloge solaire.
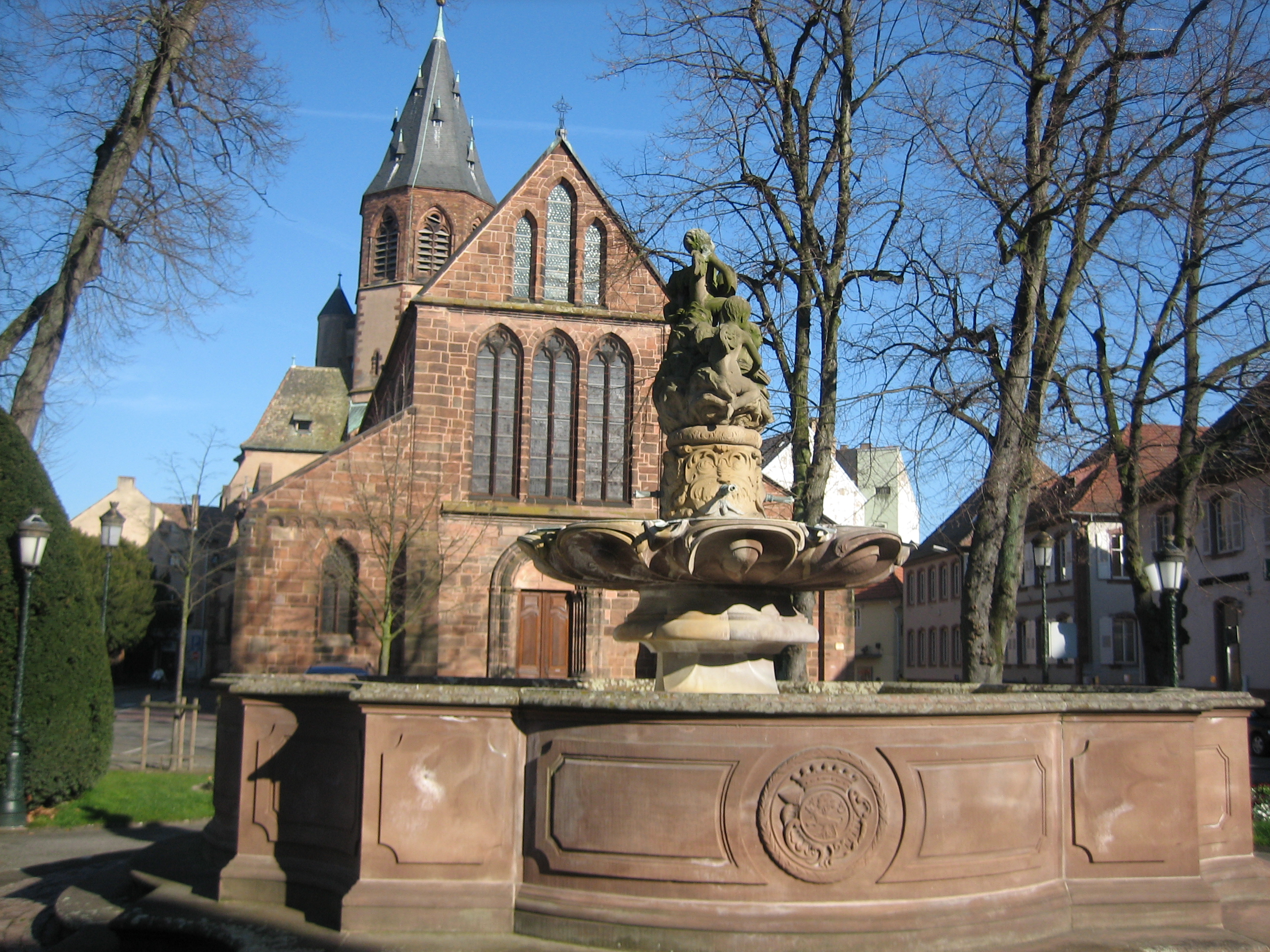
La fontaine des Abeilles.
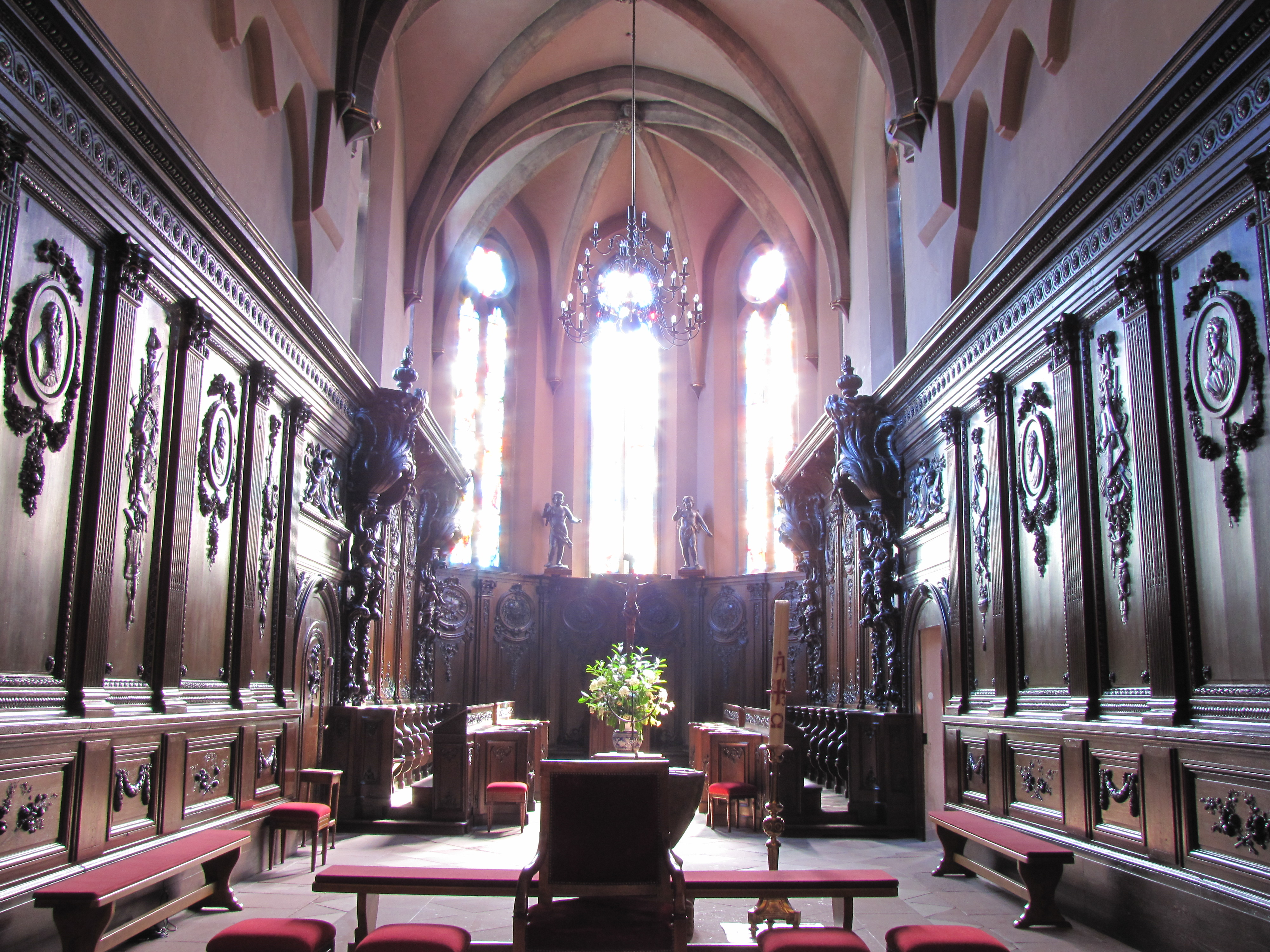
Stalles et lambris de revêtement de l'église Saint-Nicolas de Haguenau.
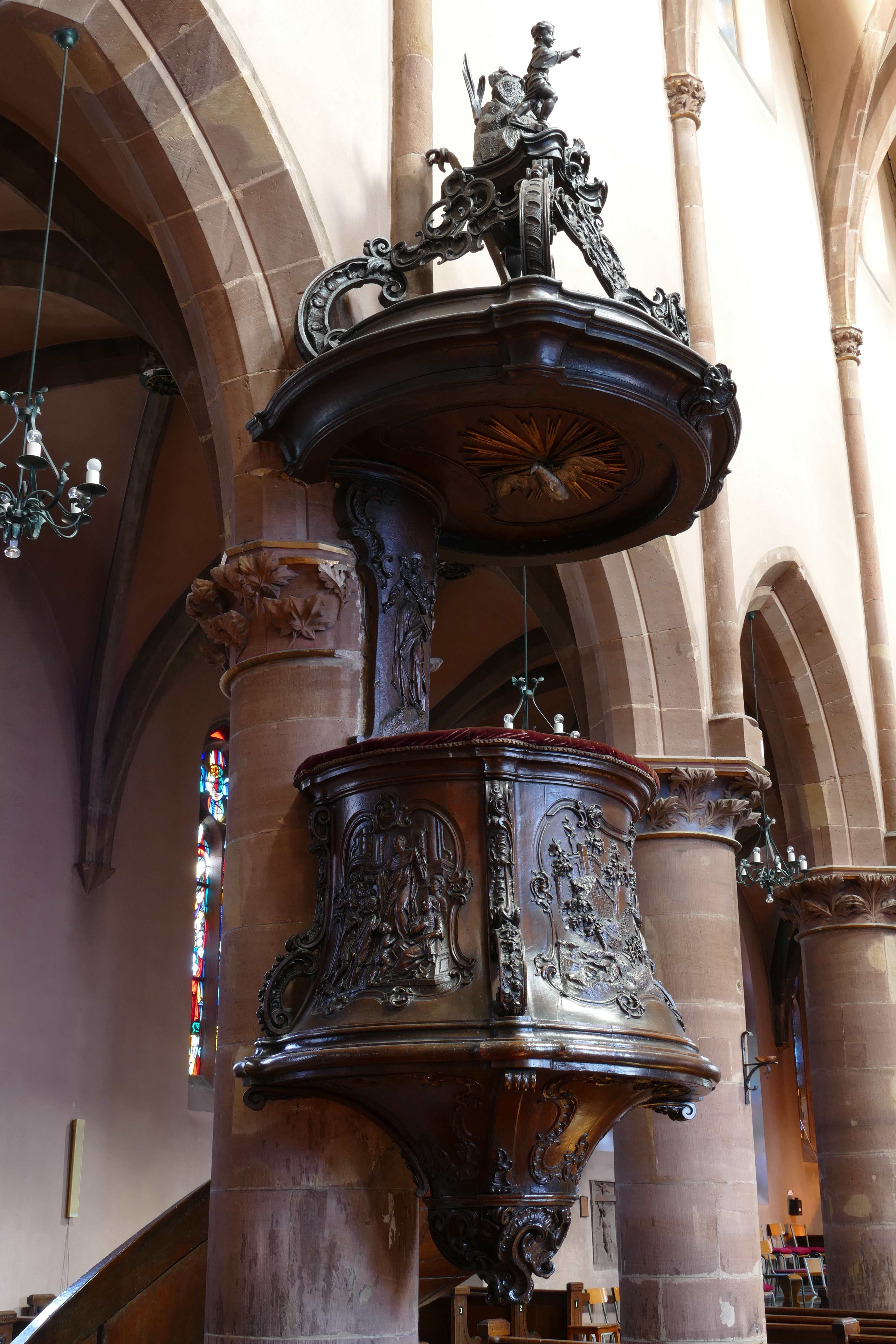
Chaire de l'église Saint-Nicolas de Haguenau.
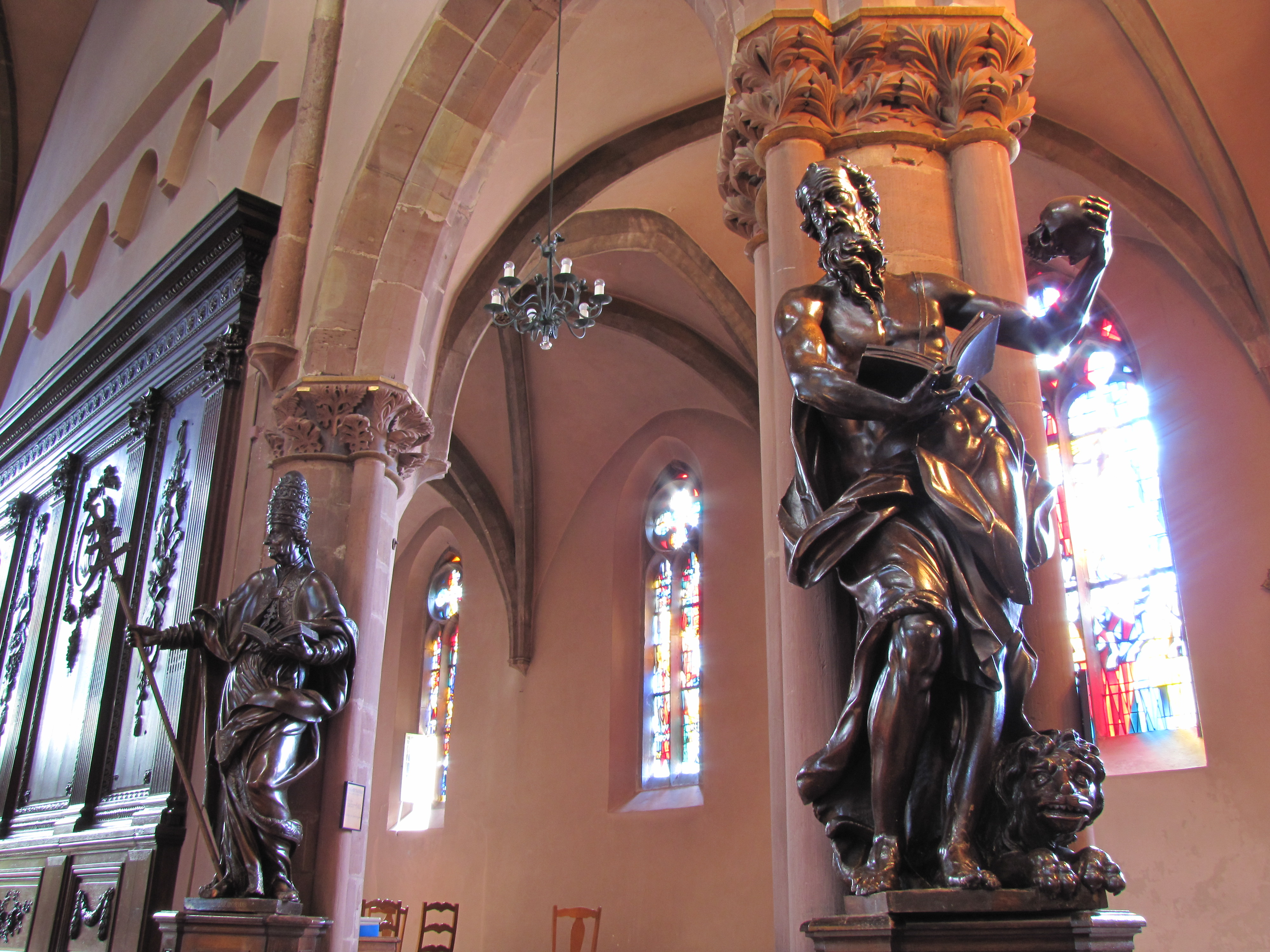
Statues des Pères de l'Église de l'église Saint-Nicolas de Haguenau.